# Trefòrt
Treffort és un municipi francès situat al departament de la Isèra i a la regió d'Alvèrnia-Roine-Alps. L'any 2007 tenia 223 habitants.

## Demografia

### Població
El 2007 la població de fet de Treffort era de 223 persones. Hi havia 77 famílies de les quals 13 eren unipersonals (13 homes vivint sols), 21 parelles sense fills, 39 parelles amb fills i 4 famílies monoparentals amb fills.
La població ha evolucionat segons el següent gràfic:
Habitants censats

### Habitatges
El 2007 hi havia 98 habitatges, 77 eren l'habitatge principal de la família, 20 eren segones residències i 1 estava desocupat. 87 eren cases i 4 eren apartaments. Dels 77 habitatges principals, 69 estaven ocupats pels seus propietaris, 6 estaven llogats i ocupats pels llogaters i 2 estaven cedits a títol gratuït; 3 tenien dues cambres, 7 en tenien tres, 24 en tenien quatre i 43 en tenien cinc o més. 70 habitatges disposaven pel capbaix d'una plaça de pàrquing. A 28 habitatges hi havia un automòbil i a 47 n'hi havia dos o més.

### Piràmide de població
La piràmide de població per edats i sexe el 2009 era:
| Homes | Edats   | Dones |
| ----- | ------- | ----- |
| 0     | 95 o +  | 0     |
| 0     | 90 a 94 | 0     |
| 0     | 85 a 89 | 4     |
| 0     | 80 a 84 | 0     |
| 4     | 75 a 79 | 0     |
| 0     | 70 a 74 | 4     |
| 8     | 65 a 69 | 0     |
| 4     | 60 a 64 | 0     |
| 4     | 55 a 59 | 0     |
| 8     | 50 a 54 | 16    |
| 4     | 45 a 49 | 4     |
| 0     | 40 a 44 | 0     |
| 4     | 35 a 39 | 4     |
| 0     | 30 a 34 | 4     |
| 4     | 25 a 29 | 0     |
| 0     | 20 a 24 | 4     |
| 0     | 15 a 19 | 4     |
| 0     | 10 a 14 | 0     |
| 8     | 5 a 9   | 4     |
| 0     | 0 a 4   | 4     |

## Economia
El 2007 la població en edat de treballar era de 137 persones, 115 eren actives i 22 eren inactives. De les 115 persones actives 112 estaven ocupades (62 homes i 50 dones) i 3 estaven aturades (1 home i 2 dones). De les 22 persones inactives 9 estaven jubilades, 6 estaven estudiant i 7 estaven classificades com a «altres inactius».

### Ingressos
El 2009 a Treffort hi havia 86 unitats fiscals que integraven 245 persones, la mediana anual d'ingressos fiscals per persona era de 22.147 €.

### Activitats econòmiques
Dels 12 establiments que hi havia el 2007, 3 eren d'empreses de construcció, 1 d'una empresa de transport, 4 d'empreses d'hostatgeria i restauració, 2 d'empreses de serveis, 1 d'una entitat de l'administració pública i 1 d'una empresa classificada com a «altres activitats de serveis».
Dels 4 establiments de servei als particulars que hi havia el 2009, 1 era un paleta, 1 lampisteria i 2 restaurants.
L'any 2000 a Treffort hi havia 7 explotacions agrícoles que ocupaven un total de 168 hectàrees.

## Poblacions més properes
El següent diagrama mostra les poblacions més properes.